# Cao Shunli
Cao Shunli (Vereenvoudigd Chinees: 曹顺利; Traditioneel Chinees: 曹順利; Beijing, 28 maart 1961 - 14 maart 2014) was een Chinese advocaat en mensenrechtenactiviste.

## Levensloop
Cao Shunli is geboren in Beijing in een arbeidersgezin. In 1971, tijdens de Culturele Revolutie, werd Cao Shunli op tienjarige leeftijd met haar familie gedeporteerd naar haar ouderlijk huis in Zhaoyuan, Shandong (provincie), omdat haar familie landeigenaren waren, die door de de Communistische Partij van China werden beschouwd als een vijandige klasse. Zes jaar later, na de dood van Mao Zedong, mochten zij weer terugkeren naar Beijing.
In 1976 startte Cao Shunli haar studie aan Beijing College of Political Science and Law (tegenwoordig China University of Political Science and Law). Na haar afstuderen volgde ze een master aan de faculteit rechten van de Peking Universiteit. Na haar studie ging zij werken bij een onderzoekscentrum van het ministerie van personeelszaken en sociale zekerheid.

## Politiek activisme
Tijdens de hervormingen van huisvesting in 2002 maakte Cao melding van corruptie in de verdeling van woonruimte in haar departement. Ze raakt hierdoor haar baan kwijt. Na haar ontslag werd Cao mensenrechtenactivist. Zij maakte gebruikt van haar juridische kennis bij haar inzet voor de mensenrechten. Ze gebruikte het nationale recht, startte procedures bij de rechtbank en startte petities om meer transparantie van overheidsinformatie en meer betrokkenheid van burgers te realiseren. Cao heeft ook een rapport bij de Human Rights Council ingediend voor de Universal Periodic Review van China. Vanwege haar activiteiten en inzet voor de mensenrechten heeft Cao in totaal ongeveer twee jaar in een strafkamp doorgebracht.
“Our impact may be large, may be small, and may be nothing. But we must try. It is our duty to the dispossessed and it is the right of civil society.” - Cao Shunli

## Arrestatie en dood
Cao werd in september 2013 gearresteerd op de luchthaven van Beijing terwijl ze onderweg was naar Genève om deel te nemen aan een training mensenrechten van de Verenigde Naties. Lange tijd was onduidelijk waar Cao verbleef, totdat de politie van Beijing ruim een maand later bevestigde dat ze gearresteerd was. Dit vond plaats nadat Cao samen met andere activisten twee maanden lang een sit-in had gehouden in het Chinese ministerie van buitenlandse zaken, om campagne te voerden voor toestemming aan burgers om deel te nemen aan een nationale evaluatie van de mensenrechtensituatie in China.
Tijdens haar gevangenschap leed Cao volgens Human Rights in China aan tuberculose, een leverziekte en baarmoederfibromen, terwijl het detentiecentrum waar zij verbleef maandenlang weigerde haar hiervoor medische zorg te verlenen. Uiteindelijk is zij op 19 februari 2014 naar het ziekenhuis gebracht, nadat ze in een coma was geraakt. Zij overleed na ruim vijf maanden gevangenschap op 14 maart 2014 in een Chinees militair ziekenhuis. Haar lichaam vertoonde sporen van mishandeling.
Na de dood van Cao hebben drie mensenrechtenorganisaties (Human Rights Campaign in China, Civil Rights & Livelihood Watch en Rights Defense Network) samen besloten jaarlijks op 14 maart de 'Cao Shunli Memorial Award for Human Rights Defenders' uit te reiken aan een Chinese mensenrechtenverdediger.

## Meer over Cao Shunli
Artikelen:
- https://www.icj.org/wp-content/uploads/2014/04/CAO_SHUNLI_BIO_ENG.pdf
- https://www.nchrd.org/2014/04/prisoner-of-conscience-cao-shunli/
- https://web.archive.org/web/20190117153450/http://www.ishr.ch/news/china-interrupts-moment-silence-cao-shunli-un-human-rights-council
- https://www.nchrd.org/2019/02/cao-shunli/
- https://news.un.org/en/story/2013/10/453162-un-experts-alarmed-reprisals-against-chinese-human-rights-activists
- https://sinosphere.blogs.nytimes.com/2014/03/28/family-fights-for-body-of-activist-who-died-in-detention/

Film:
- http://www.martinennalsaward.org/hrd/cao-shunli-2/